# Ebenus pinnata
Ebenus pinnata är en ärtväxtart som beskrevs av William Aiton. Ebenus pinnata ingår i släktet Ebenus och familjen ärtväxter. Inga underarter finns listade i Catalogue of Life.